# Certamen Internacional de Guitarra Francesc Tàrrega
Der Internationale Gitarren-Wettbewerb Francisco Tárrega  (valenz.: Certamen Internacional de Guitarra Francesc Tàrrega; span.: Certamen Internacional de Guitarra Francisco Tárrega) ist ein Musikwettbewerb für klassische Gitarre. Er findet seit 1967 jährlich im August oder September in der Stadt Benicàssim (Region Valencia) zu Ehren des Komponisten Francisco Tárrega statt. Im Wettbewerb werden Preise für das Gesamtprogramm und ein Spezialpreis für die beste Interpretation des Werkes von Francisco Tárrega vergeben. Der Wettbewerb wird von der städtischen Kulturverwaltung (Ajuntament de Benicàssim) ausgerichtet.
Unter den Preisträgern des Wettbewerbs sind Grammy-Gewinner David Russell und andere international renommierte Künstler wie Raphaëlla Smits, Ana Vidović, George Vassilev, Graham Anthony Devine, Marco Tamayo oder Wolfgang Lendle hervorzuheben.